# Aschitus bicolor
Aschitus bicolor är en stekelart som först beskrevs av Mercet 1921.  Aschitus bicolor ingår i släktet Aschitus och familjen sköldlussteklar. Inga underarter finns listade.